# Richard Wood
Richard Wood (Ossett, 5 luglio 1985) è un calciatore inglese, centrocampista del Doncaster.

## Palmarès

### Club

#### Competizioni nazionali
- Football League Trophy: 1

Rotherham United: 2021-2022
- Campionato inglese di quarta divisione: 1

Doncaster: 2024-2025